# 彝良梅花草
彝良梅花草（学名：Parnassia yiliangensis），为卫矛科梅花草属下的一个植物种。